# Кровотечение на ранних сроках беременности
Кровотечение на ранних сроках беременности — вагинальное кровотечение, возникшее до срока беременности 24 недели (в первом-втором триместре). Значительная потеря крови может привести к геморрагическому шоку. У пациенток с потерей сознания, болью в грудной клетке, одышкой или болью в плече следует заподозрить развитие геморрагического шока.
Кровотечения на ранних сроках беременности возникают чаще всего при внематочной беременности, угрозе выкидыша и потере беременности. Большинство выкидышей происходит до 12 недель беременности. Другими причинами кровотечений являются имплантационное кровотечение, гестационная трофобластическая болезнь, полипы и рак шейки матки. Основную причину обычно устанавливают при помощи осмотра в зеркалах, ультразвукового исследования и анализа на ХГЧ.
Лечение зависит от основной причины кровотечения. Если в области отверстия цервикального канала видна ткань, её обычно удаляют. В тех случаях, когда плод находится в матке и тоны сердца плода сохранены, целесообразно применять активно-выжидательную тактику. Беременным с отрицательным резус-фактором обычно рекомендуют введение Анти-D иммуноглобулина. В некоторых случаях требуется хирургическое вмешательство.
Кровотечение в первом триместре (срок беременности от 0 до 12 недель) встречается примерно у 30 % женщин. Кровотечение во втором триместре (срок беременности от 12 до 24 недель) встречается реже. Примерно 15 % всех беременностей заканчиваются выкидышем. Внематочная беременность встречается менее чем в 2 % случаев.